# 魔女狩り (曲)
『魔女狩り (feat. GOMESS)』（まじょがり）は、神聖かまってちゃんの配信限定シングル。2023年1月30日にリリースされた。

## 概要
前作「僕の戦争」より約2年ぶりの楽曲リリースとなった。
本楽曲は、GOMESSにの子が書き下ろし（作曲・プロデュース）、アルバム『てる』に収録された同名の楽曲のセルフカバーとなっており、セルフカバーに伴いボコーダーとシンセサウンドが足されている。

## 収録内容
| #         | タイトル                   | 作詞      | 作曲      | 編曲               | 時間 |
| --------- | -------------------------- | --------- | --------- | ------------------ | ---- |
| 1.        | 「魔女狩り (feat.GOMESS)」 | GOMESS    | の子      | 神聖かまってちゃん | 3:04 |
| 合計時間: | 合計時間:                  | 合計時間: | 合計時間: | 合計時間:          | 3:04 |